# Sports Authority of Thailand
Lo Sports Authority of Thailand è un torneo professionistico di tennis giocato su campi in cemento. Fa parte dell'ITF Women's Circuit. Si gioca annualmente a Bangkok in Thailandia.

## Albo d'oro

### Singolare
| Anno | Campionessa        | Finalista   | Punteggio     |
| ---- | ------------------ | ----------- | ------------- |
| 2011 | Ayu-Fani Damayanti | Julia Cohen | 3-6, 6-2, 6-3 |

### Doppio
| Anno | Campionesse                          | Finaliste                          | Punteggio |
| ---- | ------------------------------------ | ---------------------------------- | --------- |
| 2011 | Ting Li, Jr. Varatchaya Wongteanchai | Ayu-Fani Damayanti Lavinia Tananta | 6-1, 6-4  |